# Клезьё
Клезьё (фр. Cleyzieu) — коммуна во Франции, находится в регионе Рона — Альпы. Департамент — Эн. Входит в состав кантона Сен-Рамбер-ан-Бюже. Округ коммуны — Белле.
Код INSEE коммуны — 01107.

## География
Коммуна расположена приблизительно в 410 км к юго-востоку от Парижа, в 50 км восточнее Лиона, в 37 км к юго-востоку от Бурк-ан-Бреса.
По территории коммуны проходит бьеф Равине (англ. Ravinet).

## Климат
Климат полуконтинентальный с холодной зимой и тёплым летом. Дожди бывают нечасто, в основном летом.

## Население
Население коммуны на 2010 год составляло 135 человек.
| 1962 | 1968 | 1975 | 1982 | 1990 | 1999 | 2010 |
| ---- | ---- | ---- | ---- | ---- | ---- | ---- |
| 132  | 105  | 90   | 98   | 84   | 116  | 135  |

## Администрация
| Период | Период | Фамилия        | Партия | Примечания |
| ------ | ------ | -------------- | ------ | ---------- |
| 1944   | 1971   | Гюстав Раве    |        |            |
| 1971   | 1983   | Эме Дени       |        |            |
| 1983   | 1995   | Андре Грюэль   |        |            |
| 1995   | 1998   | Жильбер Делорм |        |            |
| 1998   | 2001   | Патрик Мишаль  |        |            |
| 2001   | 2008   | Жильбер Делорм |        |            |
| 2008   | 2020   | Жан Пессон     |        |            |

## Экономика
В 2010 году среди 92 человек трудоспособного возраста (15—64 лет) 68 были экономически активными, 24 — неактивными (показатель активности — 73,9 %, в 1999 году было 71,2 %). Из 68 активных жителей работали 62 человека (32 мужчины и 30 женщин), безработных было 6 (2 мужчин и 4 женщины). Среди 24 неактивных 6 человек были учениками или студентами, 14 — пенсионерами, 4 были неактивными по другим причинам.

## Достопримечательности
- Романо-готическая церковь. Исторический памятник с 1969 года[4]